# Jagdgeschwader 54
Das Jagdgeschwader 54 war ein Verband der Luftwaffe im Zweiten Weltkrieg. Aufgrund seines Wappens wurde es auch Grünherz-Geschwader genannt. Als Jagdgeschwader, ausgestattet mit Jagdflugzeugen, erst vom Typ Messerschmitt Bf 109D/E später mit der Focke-Wulf Fw 190A/D verteidigte es zugewiesene Lufträume gegen Einflüge feindlicher Flugzeuge, oder drang in feindliche Lufträume ein, um in sogenannter freier Jagd feindliche Flugzeuge anzugreifen. In seltenen Fällen griff das Geschwader auch mit Bordwaffen Bodenziele an. Das Geschwader beteiligte sich am Westfeldzug, der Luftschlacht um England, dem Balkanfeldzug dem Deutsch-Sowjetischen Krieg und der Abwehr der alliierten Landung in Nordfrankreich. Es wurde am 8. Mai 1945, nach der bedingungslosen Kapitulation der Wehrmacht, aufgelöst.

## Aufstellung
Die I. Gruppe des Jagdgeschwaders 54 entstand am 1. Mai 1939 aus der I. Gruppe des Jagdgeschwaders 333 in Herzogenaurach. Die Ausrüstung bestand aus Messerschmitt Bf 109D-1. Nach der Verlegung nach Fürstenwalde erfolgte am 15. Mai 1939 die Umbenennung zur II. Gruppe des Zerstörergeschwaders 1. Am 13. September 1939 entstand in Herzogenaurach durch Umbenennung der 1. und 2. Staffel des Jagdgeschwaders 70 erneut die I. Gruppe des Jagdgeschwaders 54. Die Gruppe war mit Messerschmitt Bf 109E-1 und E-3 ausgerüstet.
Im Februar 1940 wurde der Geschwaderstab aufgestellt. Ab Juni 1940 wurden auch die II. und III. Gruppe aus der umbenannten I. Gruppe des Jagdgeschwaders 76 und I. Gruppe des Jagdgeschwaders 21 gebildet. Im Juli 1943 wurde an der Ostfront eine IV. Gruppe aufgestellt.

## Gliederung
Der Geschwaderstab führte am 10. Januar 1945 die I. bis IV. Gruppe die wiederum in Staffeln unterteilt waren. Die 1. bis 4. Staffel gehörte der I. Gruppe, die 5. bis 8. Staffel der II. Gruppe, die die 9. bis 12. Staffel der III. Gruppe und die 13. bis 16. Staffel der IV. Gruppe an. Jede Staffel, geführt durch einen Staffelkapitän, war in vier Schwärme mit je zwei Rotten zu je zwei Flugzeugen unterteilt. Daraus ergab sich eine Sollstärke der Jagdgruppe von 64 Flugzeugen in den vier Staffeln + 4 Flugzeuge für den Gruppenkommandeur und seinen Stab. Dies ergab bei vier Jagdgruppen eine Sollstärke von 272 Flugzeugen, + 4 Flugzeuge für den Geschwaderkommodore und seinen Stab. Daraus ergab sich eine Sollstärke von 276 Flugzeugen.

## Geschichte
Am 1. November 1939 wurde die I. Gruppe nach Böblingen verlegt. Sie übernahm die Grenzsicherung am Oberrhein.
Der Stab und alle drei Gruppen nahmen im Rahmen des Westfeldzugs geschlossen am Vormarsch bis in den Raum Rouen und Orléans teil. Dazu waren sie dem V. Fliegerkorps der Luftflotte 3 unterstellt.

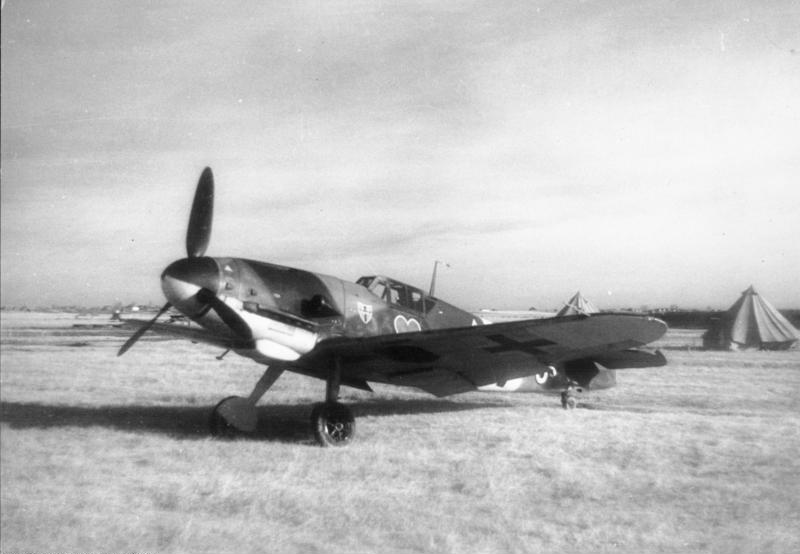
Messerschmitt Bf 109 G-2 des Grünherzgeschwaders

Danach kämpfte das gesamte Geschwader von Flugplätzen in den Niederlanden gegen britische Bombereinflüge. Als die Luftschlacht um England im August 1940 begann, wurde das JG 54 nach Calais (u. a. Campagne les Guines und Le Touquet) verlegt. Bis Ende 1940 fielen 43 Flugzeugführer.
Die ersten drei Monate 1941 blieb das Geschwader noch im Westen, wobei der Stab bis Ende März in Le Mans lag und auch die II./JG 54 und die III./JG 54 lagen hier für kürzere Zeit.
Ab April 1941 nahmen diese beiden Gruppen unter dem Fliegerführer Graz und dem Fliegerführer Arad der Luftflotte 4 am Balkanfeldzug teil, während die I./JG 54 in Ostpreußen stationiert wurde.
Nachdem am 22. Juni 1941 der deutsche Angriff auf die Sowjetunion begonnen hatte, sicherte das Geschwader als einziges Jagdgeschwader im Verband der Luftflotte 1 den Luftraum über der Heeresgruppe Nord im Vorgehen auf Leningrad. Am 4. und 5. April 1942 nahm es am Unternehmen Eisstoß teil. Zusammen mit Teilen der Sturzkampfgeschwader 1 und 2, der Kampfgeschwaders 1 und 4 griff es Kriegsschiffe der Baltischen Flotte im Leningrader Hafen an. Dabei wurden beschädigt, das Schlachtschiff Oktjabrskaja Rewoljuzija durch vier Bombentreffer, der Kreuzer Maksim Gorki durch sieben Treffer mittleren Kalibers, die Kreuzer Kirow und Petropawlowsk und der Zerstörer Silny durch je einen schweren Treffer, sowie der Zerstörer Grosjaschtschi, der Minenleger Marti und das Schulschiff Swir durch leichtere Treffer. Beschädigt wurden außerdem die Zerstörer Stoyki und Swirepy sowie die Unterseeboote M-79, P-2 und P-3. Das Geschwader blieb bis Ende 1942 überwiegend im Norden der Ostfront eingesetzt, wenn auch die II./JG 54 im August 1942 im Mittelabschnitt eingesetzt wurde.
Die III./JG 54 wurde ab März 1943 von Flugplätzen in Oldenburg und Schwerin in der Reichsverteidigung eingesetzt. Auch der niederländische Militärflugplatz Deelen wurde in der ersten Jahreshälfte 1943 von drei verschiedenen Gruppen genutzt.

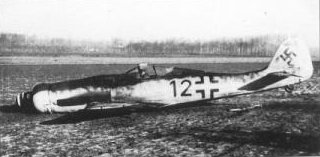
Bei Wemmel notgelandete Focke-Wulf Fw 190D-9, W.Nr.210079, 10./JG 54

Die anderen beiden Gruppen und die im Juli 1943 neuaufgestellte IV. Gruppe verblieben, inzwischen auf Focke-Wulf Fw 190 umgerüstet, an der Ostfront.
Nachdem die I. und II. Gruppe ständig innerhalb der Ostfront verlegt worden waren, kämpften sie ab Juli 1944 im Raum Kurland. Dort verblieben sie im Kurland-Kessel beim Luftwaffenkommando Kurland bis zur Kapitulation im Mai 1945. Die im Juli 1943 an der Ostfront aufgestellte bisherige IV. Gruppe wurde ab September 1944 von der Ostfront zur Reichsverteidigung verlegt und beim Unternehmen Bodenplatte eingesetzt. Anschließend wurde sie im Februar 1945, mangels Flugzeugen und Piloten, aufgelöst.
Die III. Gruppe nahm, stationiert u. a. in Villacoublay, in der Normandie an den Kämpfen gegen die Alliierten teil und wurde Anfang 1945 in IV./JG 26 umbenannt.

## Kommandeure

### Geschwaderkommodore
| Dienstgrad     | Name               | Zeit                                |
| -------------- | ------------------ | ----------------------------------- |
| Major          | Martin Mettig      | 2. Februar 1940 bis 25. August 1940 |
| Oberst         | Johannes Trautloft | 25. August 1940 bis 5. Juli 1943    |
| Major          | Hubertus von Bonin | 6. Juli 1943 bis 15. Dezember 1943  |
| Oberstleutnant | Anton Mader        | 28. Januar 1944 bis September 1944  |
| Oberst         | Dietrich Hrabak    | 1. Oktober 1944 bis 8. Mai 1945     |

### Gruppenkommandeure
I. Gruppe
- Major Hans-Jürgen von Cramon-Taubadel, 15. September 1939
- Hauptmann Hubertus von Bonin, 28. Dezember 1939
- Hauptmann Erich von Selle, 2. Juli 1941
- Hauptmann Franz Eckerle, 20. Dezember 1941
- Hauptmann Hans Philipp, 17. Februar 1942
- Major Reinhard Seiler, 15. April 1943
- Major Gerard Homuth, 1. August 1943
- Hauptmann Walter Nowotny, 10. August 1943
- Hauptmann Horst Ademeit, 4. Februar 1944
- Hauptmann Franz Eisenach, 9. August 1944

II. Gruppe
- Major Kraut, 4. Juli 1940
- Hauptmann Winterer, 11. Juli 1940
- Hauptmann Dietrich Hrabak, 26. August 1940
- Major Hans von Hahn, 19. November 1942
- Hauptmann Heinrich Jung, 21. Februar 1943
- Hauptmann Erich Rudorffer, 1. August 1943
- Hauptmann Herbert Findeisen, Februar 1945

III. Gruppe
- Hauptmann Fritz Ultsch, 6. Juni 1940
- Oberleutnant Günther Scholz (i. V.), 6. September 1940
- Hauptmann Arnold Lignitz, 4. November 1940
- Hauptmann Reinhard Seiler, 1. Oktober 1941
- Hauptmann Siegfried Schnell, Mai 1943
- Oberleutnant Rudolf Patzak (i. V.), Februar 1944
- Hauptmann Rudolf Klemm (i. V.), Februar 1944
- Hauptmann Rudolf Sinner, März 1944
- Major Werner Schroer, 14. März 1944
- Hauptmann Robert Weiss, 21. Juli 1944
- Oberleutnant Hans Dortenmann (i. V.), Januar 1945
- Oberleutnant Wilhelm Heilmann (i. V.), Januar 1945
- Major Rudolf Klemm, Februar 1945

IV. Gruppe
- Hauptmann Rudolf Sinner, 30. Juli 1943
- Hauptmann Siegfried Schnell, 11. Februar 1944
- Hauptmann Gerhard Koall (i. V.), März 1944
- Major Wolfgang Späte, Mai 1944
- Hauptmann Rudolf Klemm, 1. Oktober 1944 – Februar 1945
- Hauptmann Fritz-Karl Schloßstein, März 1945 – April 1945

Ergänzungsgruppe
- Oberleutnant Zilken, Oktober 1940
- Oberleutnant Eggers, März 1941 – Januar 1942

## Auszeichnungen
An 55 Geschwaderangehörige wurde das Ritterkreuz des Eisernen Kreuzes und höhere Stufen verliehen.
| Name                      | Ritterkreuz        | Eichenlaub        | Schwerter          | Brillanten      |
| ------------------------- | ------------------ | ----------------- | ------------------ | --------------- |
| Hrabak, Dietrich          | 21. Oktober 1940   | 25. November 1943 |                    |                 |
| Philipp, Hans             | 22. Oktober 1940   | 24. August 1941   | 12. März 1942      |                 |
| Lignitz, Arnold           | 5. November 1940   |                   |                    |                 |
| Bob, Hans-Ekkehard        | 7. März 1941       |                   |                    |                 |
| Rudorffer, Erich          | 1. Mai 1941        | 11. April 1944    | 26. Januar 1945    |                 |
| Trautloft, Johannes       | 27. Juli 1941      |                   |                    |                 |
| Mütherich, Hubert         | 6. August 1941     |                   |                    |                 |
| Pöhs, Josef               | 6. August 1941     |                   |                    |                 |
| Ostermann, Max-Hellmuth   | 4. September 1941  | 12. März 1942     | 17. Mai 1942       |                 |
| Eckerle, Franz            | 28. September 1941 | 12. März 1942     |                    |                 |
| Späte, Wolfgang           | 5. Oktober 1941    | 23. April 1942    |                    |                 |
| Seiler, Reinhard          | 20. Dezember 1941  | 2. März 1944      |                    |                 |
| Kempf, Karl               | 4. Februar 1942    |                   |                    |                 |
| Beißwenger, Hans          | 9. Mai 1942        | 3. Oktober 1942   |                    |                 |
| Hannig, Horst             | 9. Mai 1942        | 3. Januar 1944    |                    |                 |
| Stotz, Max                | 19. Juni 1942      | 30. Oktober 1942  |                    |                 |
| Wandel, Joachim           | 21. August 1942    |                   |                    |                 |
| Nowotny, Walter           | 4. September 1942  | 5. September 1943 | 22. September 1943 | 9. Oktober 1943 |
| Sattig, Carl              | 19. September 1942 |                   |                    |                 |
| Schilling, Wilhelm        | 10. Oktober 1942   |                   |                    |                 |
| Siegler, Peter            | 3. November 1942   |                   |                    |                 |
| Heyer, Hans-Joachim       | 25. November 1942  |                   |                    |                 |
| Götz, Hans                | 23. Dezember 1942  |                   |                    |                 |
| Zweigart, Eugen-Ludwig    | 22. Januar 1943    |                   |                    |                 |
| Rupp, Friedrich           | 24. Januar 1943    |                   |                    |                 |
| Broennle, Herbert         | 14. März 1943      |                   |                    |                 |
| Fink, Günter              | 14. März 1943      |                   |                    |                 |
| Ademeit, Horst            | 1. Mai 1943        | 2. März 1944      |                    |                 |
| Kittel, Otto              | 29. Oktober 1943   | 1. April 1944     | 25. November 1944  |                 |
| Jung, Heinrich            | 12. November 1943  |                   |                    |                 |
| Lang, Emil                | 22. November 1943  | 11. April 1944    |                    |                 |
| Wolf, Albin               | 22. November 1943  | 27. April 1944    |                    |                 |
| Sterr, Heinrich           | 5. Dezember 1943   |                   |                    |                 |
| Scheel, Günther           | 5. Dezember 1943   |                   |                    |                 |
| Loos, Gerhard             | 5. Februar 1944    |                   |                    |                 |
| Döbele, Anton             | 26. März 1944      |                   |                    |                 |
| Philipp, Wilhelm          | 26. März 1944      |                   |                    |                 |
| Weiß, Robert              | 26. März 1944      | 12. März 1945     |                    |                 |
| Tegtmeier, Fritz          | 28. März 1944      |                   |                    |                 |
| Teumer, Alfred            | 19. August 1944    |                   |                    |                 |
| Brandt, Paul              | 5. September 1944  |                   |                    |                 |
| Rademacher, Rudolf        | 30. September 1944 |                   |                    |                 |
| Wernicke, Heinz           | 30. September 1944 |                   |                    |                 |
| Grollmus, Helmut          | 6. Oktober 1944    |                   |                    |                 |
| Eisenach, Franz           | 10. Oktober 1944   |                   |                    |                 |
| Koall, Gerhard            | 10. Oktober 1944   |                   |                    |                 |
| Mißner, Helmut            | 10. Oktober 1944   |                   |                    |                 |
| Wernitz, Ulrich           | 29. Oktober 1944   |                   |                    |                 |
| Klemm, Rudolf             | 18. November 1944  |                   |                    |                 |
| Thyben, Gerhard           | 6. Dezember 1944   | 8. April 1945     |                    |                 |
| Wöhnert, Ulrich           | 6. Dezember 1944   |                   |                    |                 |
| Hoffmann, Reinhold        | 28. Januar 1945    |                   |                    |                 |
| Schleinhege, Hermann      | 28. Januar 1945    |                   |                    |                 |
| Broch, Hugo               | 12. März 1945      |                   |                    |                 |
| Kroschinski, Hans-Joachim | 17. April 1945     |                   |                    |                 |

## Bekannte Geschwaderangehörige
- Claus von Bohlen und Halbach, (1910–1940), deutscher Industrieller
- Franz Eckerle (1912–1942), war ein deutscher Kunstflieger
- Dietrich Adolf Hrabak (1914–1995), war 1970 als Generalmajor der Luftwaffe der Bundeswehr, General der Kampfverbände im Luftwaffenamt
- Anton Mader (1913–1984), war ein Brigadier des österreichischen Bundesheeres
- Wolfgang Späte (1911–1997), war von 1956 bis 1962 Inspizient Flugsicherheit der Luftwaffe der Bundeswehr
- Johannes Trautloft (1912–1995), war 1970 als Generalleutnant der Luftwaffe der Bundeswehr, Kommandierender General des Luftwaffengruppenkommandos Süd